# Stormfront Studios
Stormfront Studios, initialement Beyond Software, était un studio de développement de jeux vidéo fondé en 1988 et basé à San Rafael en Californie, aux États-Unis. En 2007, la compagnie employait 50 développeurs travaillant dans deux équipes différentes et possédait plusieurs moteurs propriétaires, outils et technologies. Fin 2007 plus de quatorze millions de copies de jeux Stormfront s'étaient vendus dans le monde. Malgré cela, la compagnie dépose le bilan le 31 mars 2008.
Au cours de son histoire, la compagnie reçoit plusieurs prix majeurs et nominations décernés par l'Academy of Interactive Arts and Sciences, la chaîne G4, le British Academy of Film and Television Arts, l'IGDA (Game Developers Choice Awards), la foire du livre de Francfort, Sony Computer Entertainment, la Software and Information Industry Association et de nombreux sites web et magazines spécialisés.
En 2008, Neverwinter Nights, le premier jeu de rôle en ligne massivement multijoueur graphique, reçoit un prix, en même temps queWorld of Warcraft et EverQuest, à la cinquante-neuvième cérémonie annuelle des Emmy Awards, pour son innovation dans l'histoire du MMORPG. Don Daglow accepte la récompense pour ses partenaires sur le projet :  Stormfront Studios, America Online et Wizards of the Coast (Tactical studies rules à l'époque de la sortie du jeu).

## Histoire
Avant de fonder Stormfront Studios, Don Daglow s'illustre en développant  Dungeon sur PDP-10, un ordinateur central de Digital Equipment Corporation, à l'université de Claremont en 1976...  Dungeon est une des premières adaptations informatique de Donjons et Dragons, mais sans licence officielle, comme dnd, sorti en 1974.
Daglow travaille ensuite chez Intellivision pour Mattel avant de devenir directeur de la division jeux d'Intellivision. Il lance notamment en 1982 Advanced Dungeons and Dragons: Cloudy Mountain et en 1983 Advanced Dungeons and Dragons: Treasure of Tarmin qui comptent parmi les premières adaptations officielles de la licence Donjons et dragons.
Don Daglow fonde Stormfront Studios en 1988. Au début la compagnie s'appelle Beyond Software avant de changer de nom en 1991 pour éviter la confusion avec d'autres compagnies homonymes.
En 1988, Strategic Simulations, Inc. règne justement sur le marché du jeu vidéo de rôle avec une licence prestigieuse : Donjons et dragons de TSR. Ils sortent une dizaine de titres, tous basés sur le même moteur de jeu : le Gold Box Engine. Le titre emblématique de cette série est Pool of Radiance.
Quand, en 1990, SSI commence à travailler sur un nouveau moteur destiné à remplacer le Gold Box Engine, pour une série de jeux dans l'univers Dark Sun, il confie le développement de leurs autres titres AD&D à Stormfront Studios. Stormfront sort en 1991 son premier jeu pour SSI : Gateway to the Savage Frontier, basé comme Pool of Radiance sur l'univers des Royaumes oubliés mais dans une région très différente. La cité de Padhiver (Neverwinter) est introduite. Gateway to the Savage Frontier rencontre un très grand succès et devient ainsi le quatrième titre Gold Box à être numéro un dans le top des ventes aux États-Unis.
Un an après Gateway to the Savage Frontier,  Stormfront enchaîne avec Treasures of the Savage Frontier, une suite toujours situé dans les environs de la cité de Padhiver. Là encore le succès est au rendez-vous, même si le moteur de jeu commence à être sérieusement daté.
Dans les années 1980 tous les jeux de rôle en ligne étaient construits sur une interface textuelle, parfois accompagnée de maigres graphismes dans l'esprit de Rogue ou de Colossal Cave Adventure. Le terme de MUD (Multi-user Dungeons) était alors couramment employé. Don Daglow de Stormfront, qui concevait des jeux pour America Online depuis des années, profite de l'alliance entre SSI, TSR, America On-Line et Stormfront pour monter le développement de Neverwinter Nights, le premier jeu de rôle en ligne massivement multijoueur graphique (MMORPG), qui fut hébergé par AOL de 1991 à 1997. Neverwinter Nights reposait sur une implémentation multijoueur du Gold Box et fut le jeu le plus populaire sur AOL pendant cinq années.  Il est considéré comme l'ancêtre de titres comme Ultima Online (1997) et Everquest (1999).

## Jeux développés
- The Spiderwick Chronicles (2008) pour Wii, Xbox360, PS2, et PC, édité par Sierra, basé sur le film de la Paramount, lui-même adapté du livre pour enfant écrit par Holly Black et illustré par Tony DiTerlizzi.
- Eragon (2006) pour Xbox360, PS2, Xbox et PC, édité par Vivendi Universal Games, basé sur le film de la Twentieth Century Fox, lui-même adapté du roman Christopher Paolini.
- Forgotten Realms: Demon Stone (2004) pour PS2 et Xbox, édité par Atari, basé sur l'univers des Royaumes oubliés, décor de campagne du jeu de rôle Donjons et dragons.
- Le Seigneur des anneaux : Les Deux Tours (2002) pour PS2 et Xbox, édité par EA, basé sur le film de Peter Jackson de New Line Cinema, lui-même adapté du roman de Tolkien.
- Blood Wake (2001) pour Xbox, édité par Microsoft Games.
- Legend of Alon D'ar (2001) pour  PS2, édité par Ubisoft.
- Pool of Radiance: Ruins of Myth Drannor (2001) pour PC, édité par SSI, basé sur l'univers des Royaumes oubliés, décor de campagne du jeu de rôle Donjons et dragons.
- Tiger Woods PGA Tour Golf 2001 (2000) pour PlayStation, édité par EA Sports
- My Style / My World: Kindergarten (2000) pour PC et Macintosh, édité par The Lego Group.
- My Style / My World: Pre-K (2000) pour PC et Macintosh, édité par The Lego Group.
- NASCAR 2000 (1999) pour PlayStation, Nintendo 64 et PC, édité par EA Sports.
- Hot Wheels Turbo Racing (1999) pour PlayStation et Nintendo 64, édité par EA.
- Starfire Soccer Challenge (1998) pour PC et Macintosh, édité par Purple Moon.
- NASCAR 99 (1998) pour PlayStation, Nintendo 64 et PC, édité par EA Sports.
- Madden NFL '98 (1997) pour PC, édité par EA Sports.
- Byzantine: The Betrayal (1997) pour PC, édité par Discovery Channel.
- La Russa Baseball 4 (1997) pour PC, édité par Maxis.
- Andretti Racing '98 (1997) pour PC, édité par EA Sports.
- NASCAR 98 (1997) pour PC, édité par EA Sports.
- Star Trek: Deep Space Nine: Harbinger (1996) pour PC et Macintosh, édité par Viacom New Media..
- Andretti Racing (1996) pour PlayStation et PC, édité par EA Sports.
- Madden NFL '97 (1996) pour PC, édité par EA Sports.
- La Russa Baseball ’96 (1996) pour PC, auto édité par Stormfront.
- Old Time Baseball (1995) pour PC, auto édité par Stormfront.
- La Russa Baseball 3 (1995) pour PC, auto édité par Stormfront.
- ESPN National Hockey Night (1995) pour PC, édité par Sony.
- Mario Andretti Racing (1994) pour Sega Genesis, édité par EA Sports.
- ESPN Baseball Tonight (1994) pour PC, édité par Sony.
- Eagle Eye Mysteries in London (1994) pour PC et Macintosh, édité par Creative Wonders (EA Kids).
- La Russa Baseball '95 (1994) pour Sega Genesis, édité par EA Sports.
- La Russa Baseball II (1994) pour PC, édité par SSI.
- Rebel Space (en ligne, 1993-95) pour PC et Macintosh, disponible en ligne sur le service Prodigy.
- Tony La Russa Ultimate Baseball (1993) pour Sega Genesis, édité par EA Sports.
- Stronghold (1993) pour PC, édité par SSI.
- Eagle Eye Mysteries (1993) pour PC et Macintosh, édité par Creative Wonders (EA Kids).
- Treasures of the Savage Frontier (1992) pour PC et Amiga, édité par SSI.
- Neverwinter Nights (en ligne) (1991-97) pour PC, édité par AOL.
- Tony La Russa Ultimate Baseball (1991) pour PC, édité par SSI.
- Gateway to the Savage Frontier (1991) pour PC, C64 et Amiga, édité par SSI.
- Quantum Space (en ligne, 1989-1992) pour PC, Macintosh, Apple II, C64, édité par AOL.
- The QuantumLink Serial, AppleLink Serial et PC-Link Serial (en ligne) (1988-1989) pour PC, Macintosh, Apple II, C64, édité par AOL.